# Literatura japoneză
Literatura japoneză are o istorie de aproape două milenii. Primele opere au fost puternic influențate de literatura chineză.
Japonia și-a dezvoltat cu repeziciune propriul stil aparte. Odată cu deschiderea porților Japoniei către Occident, în secolul al XIX-lea, a pătruns în spațiul nipon și literatura occidentală, care a exercitat o influență masivă asupra scriitorilor japonezi, influență ce continuă până în zilele noastre.
Cu toate că literatura japoneză și autorii japonezi sunt mai puțin cunoscuți în Occident, Japonia are o tradiție literară bogată și îndelungată.
Literatura japoneză este cel mai bine apreciată în limba sa originală, deoarece nuanțele lingvistice și culturale joacă un rol crucial, iar multe cuvinte și expresii japoneze sunt dificil de tradus cu acuratețe. 

## O foarte scurtă istorie
În prezent se poartă o dezbatere intensă pe tema periodizării literaturii japoneze. În linii mari, literatura japoneză poate fi totuși împărțită în perioada antică, medievală și modernă. 

## Literatura antică
După introducerea alfabetului kanji (漢字, lit. "caractere chinezești) din continentul asiatic, scrisul a devenit posibil pentru că nu a existat nici un sistem nativ de scriere. Din acest motiv s-a pornit de la limba chineză clasică; mai târziu caracterele ei au fost adaptate pentru scrierea japoneză și s-a format man'yōgana, prima formă de kana, adică de scriere silabică. 
Operele create în era Nara includ Kojiki (712: o istorie pe jumătate adevărată, pe jumătate mitologică a Japoniei), Nihonshoki (720: o cronică ceva mai acurată în privința adevărului istoric decât Kojiki), și Man'yōshū (759: o antologie de poezie). Limba folosită în aceste opere diferă semnificativ de cea din perioadele următoare și în privința gramaticii și în cea a fonologiei.

## Literatura clasică (secolele VIII – XII)
Literatura clasică japoneză se referă la cea produsă în era Heian, care poate fi considerată o eră a lui Pericle pentru cultura japoneză, o perioadă de înflorire a artei și literaturii. Povestea lui Genji (începutul secolului al unsprezecelea) de Murasaki Shikibu e considerată capodopera ficțiunii Heian și unul dintre primele romane. Alte opere importante sunt antologia de poezie waka Kokin Wakashu (905), și Cartea pernei (ca. 990), ultima scrisă de rivala lui Murasaki Shikibu, Sei Shonagon, un jurnal tratând viața, iubirile, și timpul liber de la curtea Imperială. 
Poemul tip iroha a început să fie scris de acum și a devenit standardul pentru ordinea din katakana și hiragana până la reformele din secolul al nouăsprezecelea în era reformelor Meiji.
În această perioadă curtea imperială și înalta aristocrație i-au patronat pe poeți. Aceștia nu trăiau din scris, nu erau profesioniști, ci curteni sau doamne de la curte.

## Literatura medievală
(Secolul XIII - Secolul XVI)
O perioadă a războiului civil a răvășit Japonia și tocmai această epocă este reprezentată în Heike Monogatari (1371). Povestea e de fapt istoria luptei dintre două clanuri, Minamoto și Taira care doresc să preia controlul Japoniei la sfârșitul secolului al XII-lea. Alte opere importante ale perioadei sunt Hōjōki a lui Kamo no Chōmei (1212) și Tsurezuregusa a lui Kenkō Yoshida (1331). 
Scrierea japoneză cu un amestec de alfabete kanji și kana de astăzi iși are originea acum. Literatura acestei perioade poartă influențele budismului și eticii zen exercitate asupra clasei în emergență a samurailor. Operele din această eră sunt adevărate incursiuni în lumea raporturilor dintre viață și moarte sau exprimă remușcările în urma comiterii unor crime. 
Alte genuri aparute acum sunt poezia colectivă renga și teatrul noh. Amândouă s-au dezvoltat rapid la jumătatea secolului al XIV-lea, în era Muromachi timpurie.

## Literatura japoneză pre modernă
(secolul XVII - jumătatea secolului XIX) 
Literatura din această eră a fost scrisă în timpul erei pașnice a dominației familiei shogunilor Tokugawa (cunoscută sub numele de era Edo). Datorită creșterii cererii de cultură din partea clasei de mijloc și a creșterii ca pondere a clasei muncitoare în noua capitală Edo (numele său modern e Tokio), s-au dezvoltat forme noi ale dramelor populare care au condus apoi la apariția teatrului kabuki. 
Joruri-ul și dramaturgul kabuki Chikamatsu Monzaemon a devenit extrem de popular la sfârșitul secolului al șaptesprezecelea. Matsuo Bashō, cel mai cunoscut pentru că a compus Oku no Hosomichi (奥の細道, 1702: un jurnal de călătorie, Drumul îngust spre Oku) este considerat cel mai mare haijin, adică autor de haiku. 
Multe genuri literare își fac debutul acum în era Edo, și ajută la ridicarea procentului celor care știu să scrie și să citească la peste 90% și la creșterea unui sistem de librării publice. Saikaku Ihara se spune că ar fi dat naștere conștiinței moderne de romancier în Japonia. 
Jippensha Ikku (十返舎一九) a scris Tokaido chuhizakurige (東海道中膝栗毛), un amestec de jurnal de călătorie și comedie. Akinari Ueda a inițiat tradiția modernă a ficțiunilor trăznite în Japonia prin Ugetsu Monogatari, în timp ce Kyokutei Bakin a scris extrem de populara poveste de dragoste fantastică Nanso Satomi Hakkenden (南総里見八犬伝). 
Kyōden Santō a scris povestiri despre homosexuali până când acestea au fost interzise prin edictul Kansei. Genul includea povestiri horror, drame polițiste, moralități, comedii, și uneori chiar literatură pornografică însoțite de gravuri colorate inclusiv yomihon, diferite zōshi și cărți ieftine.

## Literatura japoneză modernă și contemporană
(de la sfârșitul secolului al XIX până în prezent)
Era Meiji marchează redeschiderea Japoniei către Occident și o perioadă de rapidă dezvoltare industrială. Naoya Shiga, așa numitul "zeu al romanului" și Ōgai Mori au avut un rol fundamental în adoptarea și adaptarea convențiilor literare și tehnicilor literare vestice. Soseki Natsume, ce a scris câteva romane extrem de faimoase între care Botchan și Kokoro (1914), și Ryunosuke Akutagawa, cunoscut pentru povestirile sale cu subiecte istorice se numără printre autorii cei mai cunoscuți ai acestei epoci extrem de turbulente. 
Koyo Ozaki, Kyoka Izumi, și Ichiyo Higuchi reprezintă o familie de scriitori al căror stil se întoarce spre literatura japoneză timpurie. Literatura publicată în timpul războiului a dat doi autori notabili pentru poveștile de dragoste și senzualitatea limbajului și anume în operele lui Jun'ichirō Tanizaki și ale primului laureat japonez al premiului Nobel pentru literatură, Yasunari Kawabata.
Înfrângerea Japoniei la finele celui de al Doilea Război Mondial a avut un impact semnificativ asupra scriitorilor japonezi. A urmat o perioadă în care literatura a devenit pesimistă, și a exprimat pierderea oricărui țel. Un exemplu ar fi romanul lui Osamu Dazai, Soarele care apune, povestea unui soldat care se întoarce din provincia statului fantomă Manchukuo și nu știe cum să-și ia viața de la capăt. 
Yukio Mishima, foarte cunoscut pentru scrierile sale nihiliste și care a comis un suicid prin seppuku, a început să scrie în perioada de după război. 
Kobo Abe, care a scris literatură fantastică cum ar fi Femeia nisipurilor (1960) și Shusaku Endo, cunoscut pentru romanele sale influențate de catolicism au devenit celebri după război. Kenzaburo Oe, al doilea scriitor japonez care a câștigat premiul Nobel pentru literatură a scris tot acum romanul său, O afacere personală in 1964.
Haruki Murakami este unul dintre cei mai populari și mai controversați autori japonezi ai momentului. Operele sale care depășesc granița strictă dintre genuri au provocat dezbateri aprinse în jurul ideii dacă ele reprezintă literatura adevarată sau pop fiction, Kenzaburo Oe a fost unul dintre criticii cei mai acerbi. Cu toate acestea criticii străini sunt unanimi în a afirma că toate cărțile sale au valoare literară. Romanele sale cele mai cunoscute sunt Pădurea norvegiană(1987) și Cronica păsării-arc (1994-1995).

## Autori și opere semnificative

### Literatura clasică
- Sei Shonagon (c.~966 - c.10??): Insemnări de căpătâi

- Murasaki Shikibu (c.973 - c.1025): Genji Monogatari

### Literatura medievală
- Heike Monogatari (1371)

### Literatura pre modernă
- Ihara Saikaku (1642 – 1693)

- Bashō Matsuo (1644 - 1694)

- Akinari Ueda (1734 - 1809)

- Kyoden Santō (1761 - 1816)

- Ikku Juppensha (1765 - 1831)

- Bakin Kyokutei (1767 - 1858)

### Literatura modernă și contemporană
- Ōgai Mori (1862 - 1922)

- Koyo Ozaki (1867 - 1903)

- Sōseki Natsume (1867 - 1916)

- Kyoka Izumi (1873 - 1939)

- Naoya Shiga (1883 - 1971)

- Jun'ichiro Tanizaki (1886 - 1965)

- Ryunosuke Akutagawa (1892 - 1927)

- Eiji Yoshikawa (1892-1962)

- Yasunari Kawabata (1899 - 1972)

- Osamu Dazai (1909 - 1948)

- Shusaku Endo (1923 - 1996)

- Kobo Abe (1924 - 1993)

- Yukio Mishima (1925 - 1970)

- Kenzaburo Oe (1935-

- Haruki Murakami (1949-

- Ryu Murakami (1952-

- Takashi Matsuoka (1952)

- Banana Yoshimoto (1964-

## Cărți în limba engleză despre literatura japoneză
- Donald Keene, Seeds in the Heart: Japanese Literature from the Earliest Times to the Late Sixteenth Century, Columbia University Press © 1993 reprinted 1999 ISBN 0-231-11441-9

- Donald Keene, World Within Walls: Japanese Literature of The Pre-Modern Era 1600-1867, Columbia University Press © 1976 reprinted 1999 ISBN 0-231-11467-2

- Donald Keene, Dawn to the West: Japanese Literature in the Modern Era, Poetry, Drama, Criticism, Columbia University Press © 1984 reprinted 1998 ISBN 0-231-11435-4

- Donald Keene, Travellers of a Hundred Ages: The Japanese as Revealed Through 1,000 Years of Diaries, Columbia University Press © 1989 reprinted 1999 ISBN 0-231-11437-0

## Cărți în limba română despre literatura japoneză
1.	Elisseeff, Danielle; Elisseeff, Vadime, Civilizația japoneză, trad. de Irina Diana Izverna și Irina Mavrodin, ed. Meridiane, București, 1996
2.	Hondru, Angela, Ghid de literatură japoneză, vol. II, ed. Victor, București, 2004
3.	Simu, Octavian, Civilizația japoneză tradițională, ed. Saeculum I.O., București, 2004
4.	Yamanouchi, Hisaaki, Privire asupra literaturii japoneze moderne, ed. Univers, București, 1989